# ポール・サイモン (アルバム)
『ポール・サイモン』 (Paul Simon) はポール・サイモンによる2枚目のソロアルバム。サイモン&ガーファンクル解散後における初のソロアルバムである。前作『ポール・サイモン・ソングブック』はサイモンの要望により早期に廃盤とされていたため、本作が長らく実質的にサイモン初のソロアルバムとして扱われていた。
『ローリング・ストーン誌が選ぶオールタイム・ベストアルバム500』において268位にランクされている。

## 収録曲
特記無き曲はすべてポール・サイモン作詞作曲。
Side 1
1. 母と子の絆 - Mother and Child Reunion - 3:05
2. ダンカンの歌 - Duncan - 4:39
3. いつか別れが - Everything Put Together Falls Apart - 1:59
4. お体を大切に - Run That Body Down - 3:52
5. 休戦記念日 - Armistice Day - 3:55

Side 2
1. 僕とフリオと校庭で - Me and Julio Down by the Schoolyard - 2:42
2. 平和の流れる街 - Peace Like a River - 3:20
3. パパ・ホーボー - Papa Hobo - 2:34
4. ホーボーズ・ブルース - Hobo's Blues (Paul Simon, Stéphane Grappelli) - 1:21
5. パラノイア・ブルース - Paranoia Blues - 2:54
6. コングラチュレーション - Congratulations - 3:42

### 2004年リマスター盤ボーナストラック
1. 僕とフリオと校庭で（デモ） - Me and Julio Down by the Schoolyard (Demo - San Francisco 2/71) - 2:29
2. ダンカンの歌（デモ） - Duncan (Demo - San Francisco 2/71) - 2:48
3. パラノイア・ブルース（未発表ヴァージョン） - Paranoia Blues (Unreleased Version) - 3:14